# Тэгым
Тэгым (кор. 대금) — большая бамбуковая поперечная флейта в традиционной корейской музыке. Она имеет гудящую мембрану, которая издаёт звук специфического тембра. На тэгыме играют в придворной, аристократический и народной музыке, а также в современной классической, популярной и в музыке для фильмов.
Маленькие флейты из этого же семейства включают в себя: чунгым (кор. 중금?, 中琴/中笒?) и согым (кор. 소금?, 小琴/小笒?), обе они на сегодняшний день не имеют гудящих мембран. Совокупно тэгым, чунгым и согым известны под названием «самджук» (кор. 삼죽?, 三竹?; буквально — «три бамбука») как три главные флейты периода Силла.
Сольное исполнение на тэгыме музыки санджо было отнесено Администрацией культурного имущества Южной Кореи в 1971 году к «Значимому нематериальному культурному наследию Кореи».

## Легенда
В соответствии с корейским фольклором, тэгым был изобретён, когда королю государства Силла Синмуну Пак Сук Чжун его «смотритель океана» (海官) в 618 году сообщил, что маленький остров приплыл к буддийскому храму в Японском море. Король приказал своему «смотрителю солнца» проверить, так оно или нет. Смотритель ответил, что мёртвый король, который превратился в морского дракона и двух великих воинов, дарующих подарки, чтобы защитить Силла, будут давать ему бесценные дары, если король будет приходить к морю. Король вскоре отправил своего человека, чтобы посмотреть на подарок. Человек короля ответил, что бамбук на вершине острова превращается в два бамбука утром и в один ночью. На следующий день мир содрогнулся: полили дожди и задули сильные ветры, мир был брошен во тьму на неделю. Когда король лично пришёл на остров, то появился дракон, который сказал ему, что если бамбук на вершине острова будет срезан, тогда необходимо будет сделать из него флейты, чтобы в стране наступило спокойствие. Король срубил бамбук, который назывался Ман Па Сик Чжук (萬波息笛), и сделал из него флейты.